# 비담
비담(毗曇, ? ~ 647년 2월 26일(음력 1월 17일))은 신라 제 27대 선덕여왕 말기의 진골로 추정되는 귀족이다.
상대등(上大等)을 역임했고 반란을 일으킨 역신(逆臣)이다. 삼국사기 선덕여왕조, 김유신 열전에 등장한다.

## 생애
출생 연도, 부모 등 출생에 대한 사항 및 업적 등에 대해서는 남은 기록이 거의 없다. 삼국사기에 따르면 선덕여왕 재위 말기인 646년 음력 11월 화백회의의 수장좌이자 신라의 최고 벼슬인 상대등에 오른 것으로 나타난다.

### 상대등
신라 제 27대 국왕인 선덕여왕(善德女王)의 재위 말기인 645년에 화백회의의 수장인 상대등이 되었다. 선덕여왕 16년인 647년 정월, 비담은 염종 등과 함께 반란을 일으켰다.
선덕여왕의 정치를 문제삼아 반란을 일으킨 것으로 알려져 있지만 선덕여왕이 병세가 깊어 진덕여왕을 후계자(후사)로 삼자 이에 대항하여 왕위 찬탈을 위해 반란을 일으켰다는 설이 유력하다.

### 비담의 난
비담은 월성(月城)을 먼저 장악한 김유신에 밀려 명활산성에 진을 치고 대치하였다. 삼국사기 김유신열전에 따르면, 비담의 반란은 10여 일 만에 진압당했다. 삼국사기 진덕여왕조에 따르면, 비담과 염종을 포함한 그의 일족 30명은 정월 17일에 처형됐다.
그러나 비담의 난이 진행되는 도중인 647년 1월 8일, 선덕여왕은 승하하였고, 이어 진덕여왕(眞德女王)이 신라의 제28대 국왕으로 즉위하였다.

## 일화
삼국사기 김유신 열전에는 비담의 난과 관련된 일화가 실려 있다. 비담은 명활산성에 진을 치고 김유신이 이끄는 관군은 월성에 진을 쳤다. 어느 날 밤 큰 별이 월성에 떨어졌다. 이에 비담이 부하들에게 "이는 틀림없이 여주(女主, 여왕을 낮추어 부른 말)가 패할 징조이다."라고 말하자, 반란군의 사기는 하늘을 찌를 듯했다.
이에 선덕여왕은 김유신을 불러 대책을 논의하였다. 김유신은 왕을 안심 시킨 후 허수아비에 불을 붙인 후 연을 띄워 하늘로 올려 보냈다. 그리고는 "어제 밤에 떨어진 별이 다시 올라갔다"는 소문을 퍼뜨렸다. 이에 관군은 기세를 얻어 반란군을 물리쳤다.

## 비담이 등장하는 작품

### TV 드라마
- 《삼국기》 KBS1, (1992년~1993년), 배우:최병학
- 《연개소문》 SBS, (2006년~2007년) 배우:이영재
- 《선덕여왕》 MBC, (2009년) 배우:김남길, 박지빈
- 《대왕의 꿈》 KBS1, (2012년~2013년), 배우:최철호

## 드라마에 나온 비담
비담은 드라마 선덕여왕과 드라마 삼국기에서 전혀 판이 하게 묘사되어 있다. 선덕여왕에서 김남길이 연기한 비담은 젊고 혈기 왕성한 권력자이자, 무술의 달인으로 묘사되는 반면 삼국기에서 최병학이 연기한 비담은 늙은 정치인으로 묘사되었으며, 대왕의 꿈에서 최철호가 연기한 비담은 문무에 능통하고 야심 있는 권력가로 연기한다. { 중간적! }
- 2009년 MBC에서 방영된 드라마 선덕여왕은 김남길이 비담 역을 연기하였다. 드라마 상에서는 진지왕과 미실의 사생아로 등장한다. 후에, 염종의 계략으로 반란을 일으키게 되고, 선덕여왕과의 사랑을 표현하며 김유신의 칼을 맞아 죽음을 맞이했다.

- 1992년 KBS 1TV에서 방영된 드라마 삼국기에서는 최병학이 비담 역을 연기하였다.

- 2006년 SBS에서 방영된 드라마 연개소문에서는 이영재가 비담 역을 연기하였다.

- 2012년 KBS 1TV에서 방영된 드라마 대왕의 꿈에서는 최철호가 연기하였으며 극 중에서 대야성 성주로 설정되었다. 그리고 승만왕후의 난을 진압하고, 알천, 을제와 함께 선덕여왕을 추대한 공신으로서 야심이 있는 권력지향 적인 인물로 묘사되어 김유신과 김춘추을 위시한 화랑도 출신 세력과 대립한다.

## 같이 보기
- 비형랑 - 삼국유사에 등장하는 인물로 진지왕의 사생아이다.

## 참고 문헌
- 삼국사기 김유신 열전 보관됨 2012-10-25 - 웨이백 머신
- 삼국사기 신라본기(新羅本紀) 선덕왕조 16년 기사  보관됨 2012-10-25 - 웨이백 머신
- 삼국사기 신라본기 진덕왕조 1년 기사  보관됨 2012-10-25 - 웨이백 머신

| 전임 수품 | 신라의 상대등 645년 ~ 647년 | 후임 알천 |